# Tuy Phước
Tuy Phước là một huyện thuộc tỉnh Bình Định, Việt Nam.

## Địa lý
Huyện Tuy Phước nằm ở phía nam của tỉnh Bình Định, có vị trí địa lý: 
- Phía đông giáp thành phố Quy Nhơn
- Phía tây giáp thị xã An Nhơn
- Phía nam giáp thành phố Quy Nhơn và huyện Vân Canh
- Phía bắc giáp huyện Phù Cát.

Theo thống kê năm 2019, huyện có diện tích 216,77 km², dân số là 180.191 người, mật độ dân số đạt 831 người/km².

### Địa hình
Địa hình của huyện là địa hình đồng bằng tích tụ ven sông và đồng bằng duyên hải ở phía đông huyện. Đầm Thị Nại nằm ở phía đông huyện.

## Hành chính
Huyện Tuy Phước có 13 đơn vị hành chính cấp xã trực thuộc, bao gồm 2 thị trấn: Tuy Phước (huyện lỵ), Diêu Trì và 11 xã: Phước An, Phước Hiệp, Phước Hòa, Phước Hưng, Phước Lộc, Phước Nghĩa, Phước Quang, Phước Sơn, Phước Thắng, Phước Thành, Phước Thuận.

## Lịch sử
Trước đây, huyện Tuy Phước thuộc phủ An Nhơn, tỉnh Bình Định. Địa bàn huyện Tuy Phước khi đó bao gồm cả huyện Vân Canh và thành phố Quy Nhơn ngày nay.
Cuối năm 1975, huyện Vân Canh và huyện Tuy Phước hợp nhất thành huyện Phước Vân, thuộc tỉnh Nghĩa Bình.
Ngày 24 tháng 8 năm 1981, Hội đồng Bộ trưởng ban hành quyết định số 41-HĐBT, theo đó chia huyện Phước Vân thành hai huyện: Tuy Phước và Vân Canh. Huyện Tuy Phước gồm 12 xã: Phước An, Phước Hiệp, Phước Hòa, Phước Hưng, Phước Lộc, Phước Long, Phước Nghĩa, Phước Quang, Phước Sơn, Phước Thắng, Phước Thành và Phước Thuận.
Ngày 23 tháng 9 năm 1981, Hội đồng Bộ trưởng ban hành quyết định 80-HĐBT. Theo đó:
- Chia xã Phước Long thành 2 xã: Phước Long và Phước Thạnh
- Chia xã Phước Thành thành 3 xã: Canh Hiển, Canh Vinh và Phước Thành
- Sáp nhập xã Canh Hiển và xã Canh Vinh của huyện Tuy Phước vào huyện Vân Canh.

Ngày 3 tháng 7 năm 1986, Hội đồng Bộ trưởng ban hành quyết định 81-HĐBT. Theo đó:
- Sáp nhập xã Phước Thạnh của huyện Tuy Phước vào thị xã Quy Nhơn (nay là thành phố Quy Nhơn)
- Đổi tên xã Phước Thạnh thành xã Nhơn Thạnh (nay là 2 phường Bùi Thị Xuân và Trần Quang Diệu).

Ngày 12 tháng 3 năm 1987, Hội đồng Bộ trưởng ban hành quyết định 52-HĐBT, theo đó thành lập thị trấn Tuy Phước (thị trấn huyện lỵ huyện Tuy Phước) trên cơ sở sáp nhập 543,82 ha diện tích tự nhiên và 8.413 nhân khẩu của xã Phước Nghĩa, 36 ha diện tích tự nhiên và 365 nhân khẩu của xã Phước Long.
Năm 1989, huyện Tuy Phước thuộc tỉnh Bình Định vừa được tái lập.
Ngày 11 tháng 7 năm 1994, Chính phủ ban hành Nghị định 66-CP. Theo đó:
- Chia xã Phước Thành thành 2 xã: Phước Thành và Phước Mỹ
- Thành lập thị trấn Diêu Trì trên cơ sở toàn bộ diện tích và dân số của xã Phước Long.

Ngày 15 tháng 11 năm 2005, Chính phủ ban hành Nghị định 143/2005/NĐ-CP, theo đó sáp nhập xã Phước Mỹ vào thành phố Quy Nhơn.
Huyện Tuy Phước có 2 thị trấn và 11 xã như hiện nay.

## Kinh tế
Tuy Phước là huyện thuần nông, trồng lúa, màu, rau câu, mía, cây ăn quả, chăn nuôi bò, gia cầm, cá, tôm, đánh bắt và chế biến hải sản. Công nghiệp khá phát triển, chủ yếu là sản xuất xi măng, đá xây dựng, khai thác cao lanh.

### Các khu, cụm công nghiệp
1. Cụm công nghiệp Phước An

## Văn hóa - Du lịch
Tuy Phước là vùng đất có truyền thống văn hóa, là nơi sản sinh ra các nhân vật văn hóa như ông tú Nguyễn Diêu, danh nhân văn hóa Đào Tấn, nhà thơ Xuân Diệu...
Nhân dân Tuy Phước sớm có mặt trong cuộc đấu tranh chống thực dân Pháp. Từ phong trào Cần Vương cuối thế kỷ XIX cho đến các phong trào đòi dân sinh, dân chủ những năm 1936-1939, phong trào chống Nhật, Pháp và giành chính quyền 1939-1945, Tuy Phước đã đóng góp vào công cuộc đánh đuổi giặc ngoại xâm của dân tộc với những cái tên: Đào Doãn Địch, Lê Tuyên, Võ Trứ,...

## Giao thông
Về giao thông có các tuyến Quốc lộ 1, 19, đường sắt Thống Nhất chạy qua.
Đây cũng là địa phương có dự án Đường cao tốc Quy Nhơn – Chí Thạnh đi qua đang được đầu tư xây dựng.